# Giuseppe Mori
Giuseppe Mori (Loro Piceno, 24 januari 1850 - aldaar, 30 september 1934) was een Italiaans geestelijke en kardinaal van de Rooms-Katholieke Kerk.
Mori studeerde aan het aartsdiocesaan seminarie van Fermo en aan het Pauselijk Romeins Seminarie en werd op 17 september 1874 priester gewijd. Hierna werkte hij enkele jaren in het pastoraat in Rome alvorens in 1880 in dienst te treden bij de Romeinse Curie. Tot 1908 was hij in verschillende functies verbonden aan de H. Congregatie voor het Concilie. In dat jaar werd hij benoemd tot ondersecretaris van de H. Congregatie voor de Discipline der Sacramenten. Vanaf 1909 was hij daarnaast auditor van de Sacra Rota Romana, de Vaticaanse rechtbank die zich met name toelegt op het huwelijksrecht.
In 1916 keerde hij als secretaris terug bij de Sacramentencongregatie. Paus Pius XI creëerde Mori kardinaal tijdens het consistorie van 11 december 1922. De San Nicola in Carcere werd zijn titeldiakonie. Kardinaal Mori overleed in 1934 aan de gevolgen van een hartaanval. Zijn lichaam werd bijgezet in het familiegraf in Loco Piceno.